# Ребрик Денис Володимирович
Денис Володимирович Ребрик (нар. 4 квітня 1985, Ужгород) — український футболіст, нападник угорського клубу «Цеґлед».
Відомий виступами за низку клубів Угорщини.

## Ігрова кар'єра
Народився 4 квітня 1985 року в місті Ужгороді. Вихованець ужкородської ДЮСШ-1, юнаком перебрався до Угорщини, де протягом 2002–2004 років займався футболом у юнацькій команді клубу «Дебрецен».
2004 року повернувся до рідного міста, уклавши контракт із «Закарпаттям». Протягом двох сезонів, проведених в ужгородському клубі, виступав виключно за його другу команду в першості дублерів.
Не пробившись до основної команди «Закарпаття», 2006 року повернувся до Угорщини, де грав за «Вашаш», «Яшберені», «Ломбард» та «Шіофок». З цих команд лише у «Ломбарді» був стабільним гравцем основного складу.
2012 року став гравцем іншого угорського клубу, «Цеґледа», в якому на регулярній основі став виходити на футбольне поле.